# Nesozineus propinquus
Nesozineus propinquus är en skalbaggsart som beskrevs av Hoffmann 1984. Nesozineus propinquus ingår i släktet Nesozineus och familjen långhorningar.
Artens utbredningsområde är Venezuela. Inga underarter finns listade i Catalogue of Life.